# Mercado Alcalde
El Mercado Alcalde, también conocido como "Mercado de Toros" de Guadalajara, es un importante mercado ubicado en la ciudad de Guadalajara , en el estado de Jalisco, México. Es uno de los mercados más grandes y concurridos de la región.El Mercado Alcalde es un centro de abastecimiento mayorista y minorista que ofrece una amplia variedad de productos, desde alimentos frescos como Fruta, verduras, Carne, Pescado y mariscos, hasta productos secos, utensilios de cocina, flores, ropa y más. Es un lugar popular tanto entre los comerciantes que buscan abastecer sus negocios como entre los consumidores que buscan productos frescos y a buen precio.El mercado ha estado en funcionamiento durante décadas y ha sido un punto importante de encuentro para la comunidad local. A lo largo de los años, ha evolucionado y se ha expandido para adaptarse a las necesidades cambiantes de la ciudad y sus habitantes.Además de ser un lugar de compras, el Mercado Alcalde también ofrece una experiencia cultural y gastronómica única. En sus pasillos y puestos, puedes encontrar una gran variedad de platillos y antojitos típicos de la región, como birria, tortas ahogadas, tacos, pozole, entre otros. Es un lugar donde se mezcla el bullicio de las transacciones comerciales con el aroma de la comida tradicional mexicana.En resumen, el Mercado Alcalde de Guadalajara es un mercado emblemático de la ciudad que ofrece una amplia variedad de productos frescos, secos y servicios, y es reconocido por su importancia económica y cultural en la región.

## Historia
El Mercado Alcalde, también conocido como Mercado de Abastos de Guadalajara, tiene una larga historia que se remonta a principios del siglo XX. Fue fundado en 1910 en la ciudad de Guadalajara, en el estado de Jalisco,México .En sus inicios, el mercado se estableció como un centro de abastecimiento mayorista para los comerciantes y productores de la región. Era un lugar donde se congregaban agricultores, ganaderos y pescadores para vender sus productos a pequeños y grandes comerciantes.
Con el tiempo, el Mercado Alcalde fue creciendo y ampliando sus instalaciones para dar cabida a la demanda cada vez mayor. A lo largo de las décadas, se han realizado varias remodelaciones y expansiones para adaptarse a las necesidades de la ciudad y sus habitantes.
En la década de 1970, se construyó un edificio adicional llamado "Centro Comercial Alcalde" que complementaba las instalaciones del mercado original. Este nuevo edificio albergaba una gran variedad de tiendas, restaurantes y servicios para el público en general.
El Mercado Alcalde se convirtió en un punto de referencia tanto para los comerciantes mayoristas como para los minoristas y los consumidores finales. Es un lugar donde se encuentran productos frescos de alta calidad, tanto locales como importados, a precios competitivos.
En la actualidad, el Mercado Alcalde sigue siendo un importante centro de abastecimiento para la ciudad de Guadalajara y sus alrededores. Atrae a miles de personas diariamente, que acuden en busca de productos frescos, alimentos tradicionales y una experiencia cultural única.El mercado ha sido parte integral de la vida de la comunidad local y ha contribuido al desarrollo económico de la región. Es considerado un ícono de la ciudad y un lugar emblemático que refleja la riqueza y diversidad de la gastronomía y la cultura jalisciense.